# Вердињес (Болцано)
Вердињес је насеље у Италији у округу Болцано, региону Трентино-Јужни Тирол.
Према процени из 2011. у насељу је живело 363 становника. Насеље се налази на надморској висини од 969 м.